# Список майбутніх астрономічних подій
Тут представлений список майбутніх астрономічних подій. Для списку вибрані лише рідкісні події. Він не містить сонячних і місячних затемнень за винятком особливих випадків (для них існують окремі статті). Також список не містить астрономічних подій, які ще не були відкриті.

## ХХІ століття
| Дата            | Подія                                                                                           |
| --------------- | ----------------------------------------------------------------------------------------------- |
| 28 липня 2061   | Комета Галлея досягне перигелію під час перебування у внутрішній області Сонячної системи.      |
| 2065            | Венера покриє Юпітер.                                                                           |
| 2067            | Меркурій покриє Нептун.                                                                         |
| 2076            | Мала планета 90377 Седна досягне перигелію.                                                     |
| 24 березня 2100 | Полярна зірка розташується найпівнічніше. Її максимальне пряме піднесення дорівнюватиме 0.4526. |

## Від ХХІІ до ХХХ століття
| Дата              | Подія |
| ----------------- | --- |
| Серпень 2113      | Плутон уперше від часу відкриття досягне афелію. |
| 2114              | Седна посяде місце найвіддаленішої відомої малої планети, яке до цього належало Ериді. |
| 9 червня 2123     | Відбудеться довготривале місячне затемнення (близько 106.1 хвилини). |
| 14 вересня 2123   | О 15:28 UTC відбудеться затемнення Юпітера Венерою. |
| 2134              | Повернення комети Галлея до внутрішньої області Сонячної системи |
| 25 червня 2150    | Довготривале (7 хв 14 с) повне сонячне затемнення. Перше «довге» (> 7 хв.) повне сонячне затемнення від 30 червня 1973 року. |
| 5 липня 2168      | Довге (7 хв 26 с) повне сонячне затемнення. |
| 2174              | Нептун удруге зробить повний оберт по своїй орбіті навколо Сонця від часу його відкриття 1846 року. |
| 2177              | Плутон уперше зробить повний оберт по своїй орбіті навколо Сонця від часу його відкриття 1930 року. |
| 16 липня 2186     | Найтриваліше сонячне затемнення століття (7 хв 29 с). Його тривалість дуже наближена до теоретичного максимуму. Передбачають, що це найдовше сонячне затемнення впродовж нинішніх 10 тисяч років, від 4000 до н. е. до 6000 н. е..   |
| 2 вересня 2197    | Венера покриє Спіку (уперше від 10 листопада 1783 року). |
| 24 грудня 2197    | Місяць покриє Нептун. |
| 2209              | Повернення комети Галлея. |
| 1 серпня 2253     | Меркурій покриє Регул (уперше від 13 серпня 364 року до н. е.) |
| 2265              | Велика комета 1861 року досягне перигелію. |
| 2281-82           | Уран, Нептун і Плутон утворять Велику Тріаду. Востаннє це відбулось у 1769 — 70 роках. |
| 9 червня 2309     | Найдовше сонячне затемнення XXIV століття (6 хв 30 с). |
| 2365              | Перигелій комети Галлея. |
| 11 травня 2391    | Часткове проходження Меркурія по диску Сонця. |
| 17 листопада 2400 | Венера покриє Антарес (уперше від 17 вересня 525 до н. е.) |
| 2426              | Плутон удруге зробить повний оберт по своїй орбіті навколо Сонця від часу його відкриття 1930 року. |
| 6 травня 2492     | Бельгійський астроном Ян Міус припускає, що цього дня орбіти всіх восьми планет і Плутона будуть перебувати всередині одного й того самого 90°-ного сектору Сонячної системи. На його думку востаннє це відбулось 1 лютого 949 року. |
| 14 червня 2504    | Тривале (7 хв 10 с) повне сонячне затемнення. |
| 5 липня 2540      | Тривале (7 хв 4 с) повне сонячне затемнення. |
| 2562              | Карликова планета Ерида вперше завершить повний оберт по своїй орбіті навколо Сонця від часу її відкриття 2005 року. |
| 13 травня 2608    | Часткове проходження Меркурія по диску Сонця. |
| 3 вересня 2650    | Відстань між Марсом і Землею скоротиться до 55 651 582, 118 км. Це на 37 000 км менше ніж попереднє протистояння в перигелії, яке трапиться 28 серпня 2287 року.                                                                     |
| 2699-2700         | 3 потрійних сполучення відбудуться впродовж двох років, Марс — Юпітер, Марс — Нептун і Юпітер — Нептун. |
| 8 вересня 2729    | Відстань між Марсом і Землею скоротиться до 55 651 033, 122 км. Це на 549 км менше ніж попереднє протистояння в перигелії, яке трапилось 3 вересня 2650 року.                                                                        |
| 2800-99           | Очікують, що залишки комети Ікея-Секі повернуться до внутрішньої області Сонячної системи. Востаннє її спостерігали в 1965-66 роках, коли вона розпалась на три частини, після того як наблизилась до Сонця.                         |
| 16 березня 2880   | Передбачена дата ймовірного зіткнення астероїда (29075) 1950 DA з Землею. Цей об'єкт має найбільшу відому ймовірність впасти на Землю серед тих, що наближені до Землі.                                                              |
| 3000              | Через випередження рівнодення зоря Гамма Цефея стане новою поляриссимою. |